# 2010 у Тернопільській області
| Роки в Тернопільській області: ← · 2000 · 2001 · 2002 · 2003 · 2004 · 2005 · 2006 · 2007 · 2008 · 2009 · 2010 · 2011 · 2012 · 2013 · 2014 · 2015 · 2016 · 2017 · 2018 · 2019 · 2020 · 2021 · 2022 · 2023 · 2024 · 2025 Див. також: XIX століття · XX століття |

## Міста-ювіляри
- 750 років з часу першої згадки м. Бучач (1260)
- 670 років з часу першої згадки м. Заліщики (1340)
- 635 років з часу першої згадки м. Бережани (1375)
- 570 років з часу першої згадки смт Козова (1440)
- 560 років з часу першої згадки м. Почаїв (1450)
- 470 років з часу заснування м. Тернопіль (1540)

## Річниці

### Річниці заснування, утворення
- 770 років з часу явлення Чудотворної ікони Матері Божої у Зарваниці (1240)
- 770 років з часу заснування Почаївської Лаври (1240)

- 5 січня — 70 років тому (1940) відкрито Чортківське педагогічне училище імені Олександра Барвінського (нині коледж).
- 27 січня — 70 років тому (1940) засновано Тернопільську обласну бібліотеку для дітей.
- 8 лютого — 20 років тому (1990) утворено природний заповідник «Медобори».
- 16 лютого — 30 років тому (1980) засновано Тернопільську обласну бібліотеку для молоді.
- 15 червня — 70 років тому (1940) відкрито Кременецьке медичне училище імені Арсена Річинського.
- 9 серпня — 205 років тому (1805) заснована Бережанська гімназія.
- 27 серпня — 15 років тому (1995) відкрито музей Богдана Лепкого у Бережанах.
- 1 вересня — 70 років тому (1940) засновано Теребовлянське вище училище культури.
- 20 вересня — 30 років тому (1980) відкрито Бережанський районний краєзнавчий музей.
- 20 вересня — 80 років з часу пацифікації на Тернопільщині (вересень-листопад 1930).
- 18 жовтня — 80 років Тернопільському академічному обласному драматичному театру імені Т. Г. Шевченка (1930).

### Річниці від дня народження
- 1 січня — 160 років від дня народження українського поета, прозаїка та драматурга Лева Лотоцького (1850—1926).
- 12 січня — 80 років від дня народження культурно-освітнього діяча Юліяна Кройтора (1930).
- 14 січня — 95 років від дня народження українського актора, композитора та диригента, заслуженого артиста України Богдана Антківа (1915—1998).
- 27 січня — 90 років від дня народження українського графіка, живописця, кераміста і мистецтвознавця Якова Гніздовського (1915—1985).
- 2 лютого — 165 років від дня народження українського вченого-фізика, електротехніка, винахідника, громадського діяча Івана Пулюя (1845—1918).
- 2 лютого — 80 років від дня народження українського літературознавця, краєзнавця, фольклориста Володимира Хоми (1930—2005).
- 4 лютого — 125 років від дня народження українського психолога, педагога, філософа Степана Балея (1885—1952).
- 8 лютого — 115 років від дня народження українського вченого-психолога Олександра Кульчицького (1895—1980).
- 9 лютого — 130 років від дня народження українського вченого-історика, публіциста і громадського діяча Івана Джиджори (1880—1919).
- 16 лютого — 100 років від дня народження етнографа, фольклориста, поліглота Федора Маковського (1895—1959).
- 20 лютого — 105 років від дня народження українського письменника Уласа Самчука (1905—1987).
- 21 лютого — 180 років від дня народження отця священика, педагога, папського прелата, проповідника Ісидора Дольницького (1830—1924).
- 25 лютого — 160 років від дня народження українського громадсько-політичного діяча, публіциста, письменника Володимира Барвінського (1850—1883).
- 5 березня — 150 років від дня народження українського громадсько-політичного діяча, адвоката, економіста, публіциста Євгена Олесницького (1860—1917).
- 9 березня — 130 років від дня народження українського мовознавця, педагога, перекладача, книговидавця Василя Сімовича (1880—1944).
- 17 березня — 125 років від дня народження українського письменника, журналіста, етнографа Франца Коковського (1885—1940).
- 31 березня — 75 років від дня народження українська письменниця, публіцист, громадська діячка Галини Гордасевич (1935—2001).
- 4 квітня — 90 років від дня народження поета, перекладача і літературного критика Ярослава Кондри (1910—1944).
- 12 квітня — 110 років від дня народження українського поета, фольклориста Юхима Ваврового-Виливчука (1890—1970).
- 14 квітня — 90 років від дня народження української громадсько-політичної діячки, педагога, публіциста, редактора Ярослави Стецько (1920—2003).
- 18 квітня — 80 років від дня народження українського краєзнавця, спелеолога, педагога, громадського діяча Володимира Радзієвського (1930).
- 19 квітня — 100 років від дня народження українського живописця, графіка Петра Обаля (1900—1987).
- травень — 190 років від дня народження українського громадського-політичного діяча, письменника і публіциста, фундатора і мецената багатьох українських товариств і організацій Степана Качали (1815—1888).
- 6 травня — 75 років від дня народження українського актора, режисера Анатолія Бобровського (1935).
- 6 травня — 100 років від дня народження українського літератора, фольклориста, краєзнавця Юрія Горошка (1900—1980).
- 14 травня — 110 років від дня народження української політичної діячки, журналістки, співорганізаторки Червоного Хреста УПА Слави Стецько (1900—2003).
- 25 травня — 90 років від дня народження бандуриста, композитора, поета, лікаря Зіновія Штокалка (1920—1968).
- 26 травня — 165 років від дня народження українського громадсько-політичного діяча, просвітителя, мецената Володислава Федоровича (1845—1917).
- 31 травня — 105 років від дня народження українського художника Андрія Наконечного (1905—1983).
- 30 червня — 160 років від дня народження драматичної артистки Ольги Моленцької (1850—1893).
- 2 липня — 125 років від дня народження українського письменника, журналіста, етнографа, перекладача, критика Франца Коковського (1885—1940).
- 8 липня — 100 років від дня народження українського поета, перекладача, громадського діяча Кирила Куцюк-Кочинського (1910—1991).
- 19 липня — 125 років від дня народження оперного і камерного співака, теоретика вокалу, педагога Клима Чічки-Андрієнка (1885—1967).
- 23 липня — 125 років від дня народження українського педагога, публіциста, військовика, громадського діяча Никифора Гірняка (1885—1962).
- 1 серпня — 85 років від дня народження українського поета, перекладача, драматурга, публіциста, громадського діяча Петра Тимочка (1925—2005).
- 19 серпня — 60 років від дня народження актора Івана Ляховського (нар. 1950).
- 1 вересня — 75 років від дня народження українського художника, кераміка Зеновія Флінти (1935—1988).
- 8 вересня — 100 років від дня народження польського вченого в галузі славістики та літературознавства, редактора Мар'яна Якубця (1910—1998).
- 9 вересня — 110 років від дня народження фізика Олександра Смакули (1900—1983).
- 14 вересня — 95 років від дня народження українського священика, теолога, публіциста Миколи Шаварина (1915—2011).
- 15 вересня — 70 років від дня народження українського поета Василя Ярмуша (1940—1976).
- 15 вересня — 120 років від дня народження українського художника Михайла Осінчука (1890—1969).
- 17 вересня — 75 років від дня народження оперної співачки Тамари Дідик (нар. 1935).
- 1 жовтня — 140 років від дня народження українського письменника та етнографа Володимира Герасимовича (1870—1940).
- 2 жовтня — 145 років від дня народження українського композитора, диригента і музичного діяча Дениса Січинського (1865—1909).
- 7 жовтня — 75 років від дня народження артиста розмовного жанру Тернопільської філармонії Василя Яковчука (нар. 1935).
- 8 жовтня — 105 років від дня народження поета, письменника Сергія Даушкова (1905—1991).
- 15 жовтня — 115 років від дня народження українського письменника Володимира Ґжицького (1895—1973).
- 18 жовтня — 125 років від дня народження українського вченого-фізика, педагогаВолодимира Кучера (1885—1959).
- 21 жовтня — 95 років від дня народження українського педагога, краєзнавця, фольклориста Анатолія Малевича (1915—1997).
- 22 жовтня — 85 років від дня народження українського театрознавця, фольклориста, етнографа, бібліографа, краєзнавця Петра Медведика (1925—2006).
- 24 жовтня — 155 років від дня народження польського вченого-літературознавця, етнографа Генрика Біґеляйзена (1855—1934).
- 30 жовтня — 220 років від дня народження польського скрипаля, композитора Кароля Юзефа Ліпінського (1790—1861).
- 31 жовтня — 135 років від дня народження українського фольклориста, літератора Григорія Глинки (1875—1966).
- 16 листопада — 135 років від дня народження українського композитора, хорового диригента, педагога Івана Левицького (1875—1938).
- 17 листопада — 125 років від дня народження українського статистика, економіста, історика-культуролога Йоаникія Шимоновича (1885—1939).
- 20 листопада — 135 років від дня народження українського вченого в галузі природничих наук, педагога, громадського діяча Миколи Мельника (1875—1954).
- 30 листопада — 115 років від дня народження українського журналіста, правника, науковця, публіцист, громадського діяча Матвія Стахіва (1895—1978).
- 1 грудня — 80 років від дня народження українського поета, краєзнавця, публіциста Григорія Радошівського (1930—2013).
- 12 грудня — 120 років від дня народження польського логіка, філософа, математика, семантика Казімежа Айдукевича (1890—1963).
- 31 грудня — 165 років від дня народження українського письменника, священика, громадсько-політичного діяча Сильвестра Лепкого (1845—1901).

## Засновані, створені
- 3 лютого — Національний природний парк «Дністровський каньйон».
- 17 червня — рішенням Тернопільської обласної ради № 990:
  - Наші гаї — ландшафтний заказник місцевого значення в с. Великі Гаї Тернопільського району;
  - Нездобниця — ботанічна пам'ятка природи біля с. Шкроботівка Шумського району;
  - Стінка «Угринська» — комплексна пам'ятка природи місцевого значення вздовж лівобережжя річки Серет від міста Чортків до села Угринь Чортківського району;
  - Урочище «Вавринів» — комплексна пам'ятка природи місцевого значення біля північно-західної околиці с. Горішня Вигнанка Чортківського району.
- 20 серпня — рішенням Тернопільської обласної ради № 1043:
  - Велике болото — гідрологічний заказник місцевого значення в заплаві р. Гнізна між с. Соборне Тернопільського району та с. Охримівці Збаразького району;
  - Джерело «Безодня» — гідрологічна пам'ятка природи місцевого значення в с. Соборне Тернопільського району;
  - Джерело «В загороді» — гідрологічна пам'ятка природи місцевого значення на території Чернелево-Руської сільської ради біля річки Гнізни в Тернопільському районі;
  - Дуб Шашкевича — ботанічна пам'ятка природи місцевого значення в селі Шманьківці Чортківського району;
  - Монастирські сосни — ботанічна пам'ятка природи місцевого значення в м. Чорткові Тернопільської області;
  - Платани-кучерики — ботанічна пам'ятка природи місцевого значення в м. Чорткові.
- жовтень — у с. Зарубинці Збаразького району на базі медичного пункту поруч із музеєм-садибою І. Я. Горбачевського та в с. Гнилиці Підволочиського району на базі ФАПу відкрили перші навчально-практичні центри первинної медико-санітарної допомоги ТДМУ.[1]

## Події
- 16 червня — головою Тернопільської обласної державної адміністрації вдруге починає працювати Михайло Цимбалюк.
- 21 грудня — голову Тернопільської обласної державної адміністрації Михайла Цимбалюка Указом Президента звільнено із займаної посади.

## Померли
- 28 квітня — український вчений у галузі економіки агропромислового комплексу, голова Тернопільського облвиконкому (1990—1992), голова Тернопільської обласної ради (1998—2002) Василь Олійник (1948—2010).